# Merola canta Libero Bovio
Merola canta Libero Bovio è il sesto album discografico di Mario Merola pubblicato in Italia nel 1971.

## Descrizione
Contiene una raccolta di brani scritti da Libero Bovio con la musica composta da altri autori; venne ripubblicato nel 1975 col titolo modificato in "Mario Merola Vol. 6 - Merola Canta Libero Bovio".

## Tracce
1. Lacreme napolitaine (Libero Bovio e Francesco Buongiovanni)
2. 'A serenata (Libero Bovio e Gaetano Lama)
3. Tarantella scugnizza (Libero Bovio e Ferdinando Albano)
4. Brinneso (Libero Bovio e Nicola Valente)
5. 'A serenata e Pulecenella (Libero Bovio e Enrico Cannio)
6. 'O meglio amico (Libero Bovio e Ferdinando Albano)
7. Povero guappo (Libero Bovio e Ferdinando Albano)
8. Chiove (Libero Bovio e Evemero Nardella)
9. Tatonno se nne va (Libero Bovio e Nicola Valente)
10. Mamma addo stà (Libero Bovio e Nicola Valente)
11. Pupatella (Libero Bovio e Francesco Buongiovanni)
12. Sona, chitarra (Libero Bovio e Ernesto de Curtis)